# Jipijapa (parroquia)

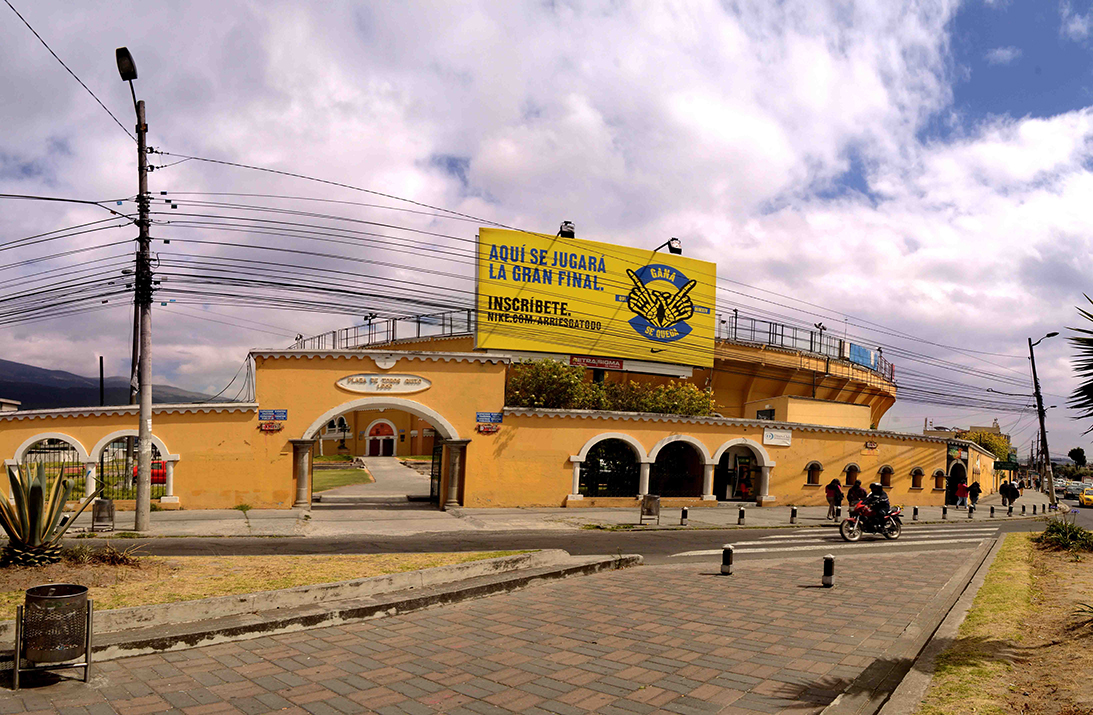
Plaza de Toros Quito, sobre la avenida Amazonas.

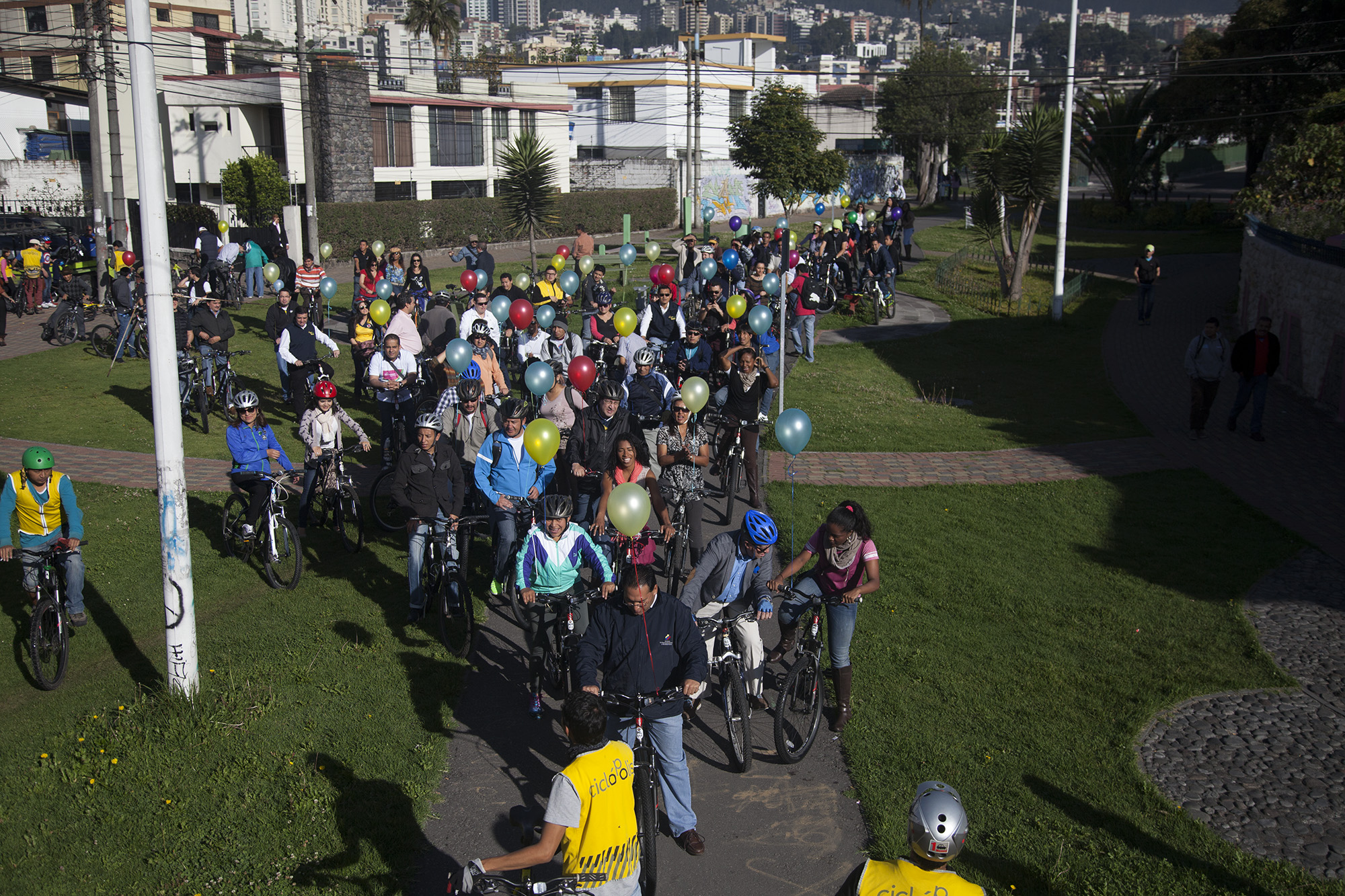
Ciclistas en el parque Isla Tortuga.

Jipijapa es una parroquia urbana de la ciudad de Quito, siendo una de las 33 que conforman la capital de Ecuador. Está ubicada al noreste de la ciudad, entre Kennedy (norte), Rumipamba (oeste) e Iñaquito (sur).
La parroquia toma el nombre de la localidad de Jipijapa, en la provincia costera de Manabí, de donde provienen los legendarios sombreros conocidos erróneamente como "Panamá hats".
Sus principales vías de circulación en sentido norte-sur son las avenidas Amazonas, De Los Shyris, 6 de Diciembre y Eloy Alfaro; mientras que en sentido este-oeste son las avenidas Gaspar de Villarroel, Río Coca y Tomás de Berlanga. También destacan algunas calles secundarias como Isla Floreana e Isla Genovesa; ambas en sentido este-oeste.
Ubicada a mitad de camino entre el parque de La Carolina y el parque Bicentenario (ex-aeropuerto), en la parroquia se encuentra la Plaza de Toros Quito y hasta 2018 funcionó la Estación Norte (La Y) del Sistema Metropolitano Trolebús antes de trasladarse a El Labrador. Su principal ocupación comercial son los restaurantes especializados, tanto de comida nacional como internacional (especialmente latinoamericana) a costos moderados y en locales de buen ambiente. También existen comercios minoristas, peluquería y farmacias; aunque podría decirse que la parroquia es mayoritariamente residencial de clases media y media-alta.

## Barrios de la parroquia Jipijapa
Los barrios comprendidos por la parroquia Jipijapa son:
- Jipijapa
- Zaldumbide
- 6 de Diciembre
- San José del Inca
- El Inca
- Los Laureles
- Monteserrín
- Gabriel Marina
- Campo Alegre
- Las Bromelias
- Zona protegida Jipijapa